# Acabanga pinima
Acabanga pinima là một loài bọ cánh cứng trong họ Cerambycidae.